# Cheat River

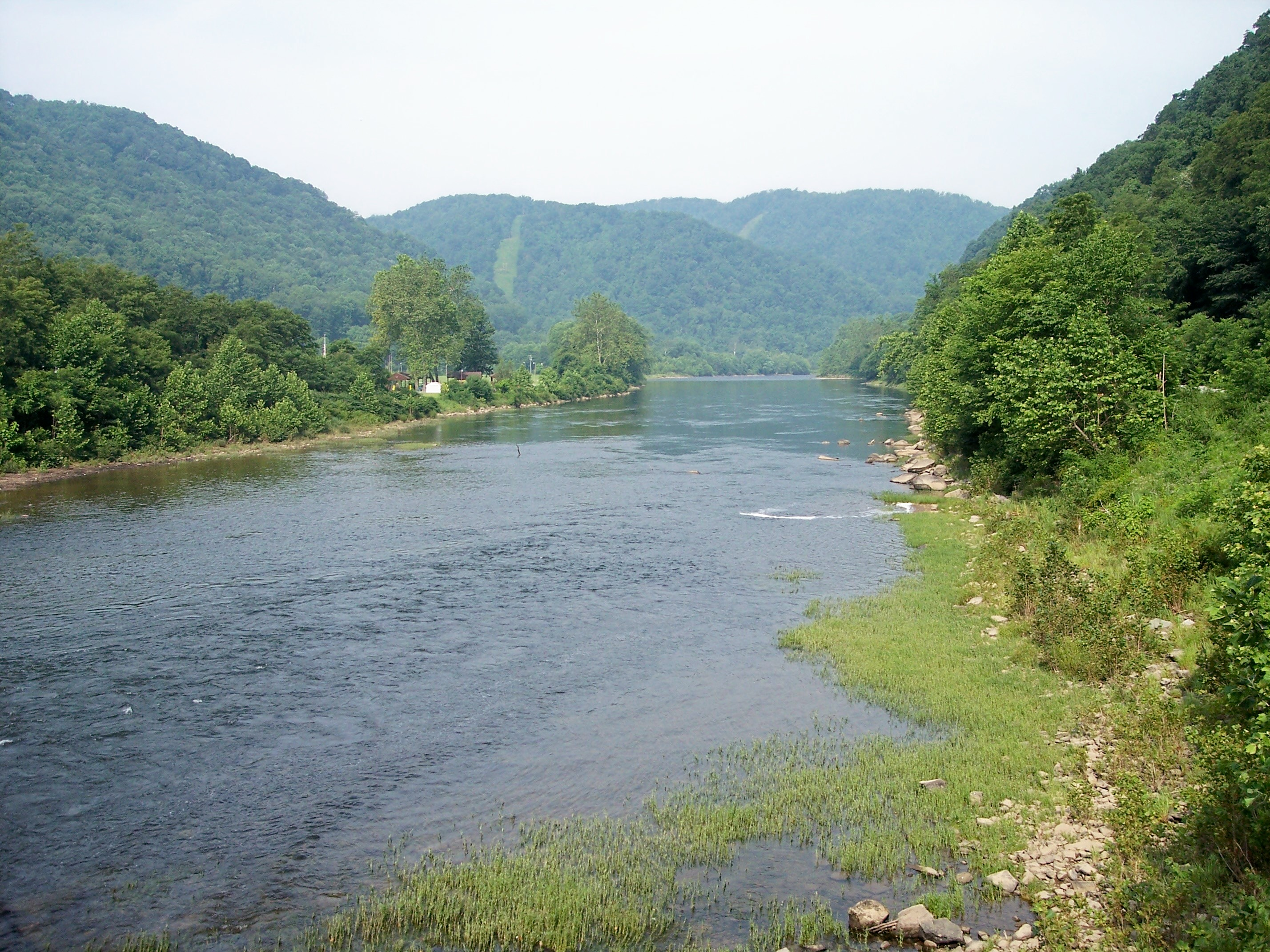
Cheat River, fotograferat 2006 vid Rowlesburg, West Virginia

Cheat River är en 126 kilometer lång biflod till Monongahelafloden i östra West Virginia och sydvästra Pennsylvania, USA.